# 战斗广场 (波尔图)

战斗广场

战斗广场（葡萄牙語：Praça da Batalha）是葡萄牙城市波尔图的一个广场。广场得名于10世纪摩尔人军队与波尔图居民之间的战斗，结局是后者失败，城市被毁。
建于18世纪的战斗宫是广场上的重要建筑，其立面风格介于巴洛克和新古典主义之间，刻有过去所有者的纹章。1832年波尔图围城中，其业主离开，此后改作他用。如今，它被用作邮局。1861年，战斗宫前树立了国王佩德罗五世的雕像。
几个世纪以来，该地区一直是重要的文化场所。1794年，波尔图的歌剧院圣胡安皇家剧院在此开业。剧院仍然存在，不过原建筑已经在火灾后改建（1908年）。广场上另一个重要的文化场所战斗电影院建于1947年，是一个标志性的装饰艺术建筑。
战斗广场曾是一个重要的交通枢纽，但自1980年代以来基本成为徒步区。广场也是一个旅游点，拥有雕塑，咖啡馆和酒店。
41°08′43″N 8°36′26″W / 41.1453°N 8.6071°W